# دلتا، بریتیش کلمبیا
دلتا یک منطقه شهری در بریتیش کلمبیای کانادا و بخشی از ونکوور بزرگ است.

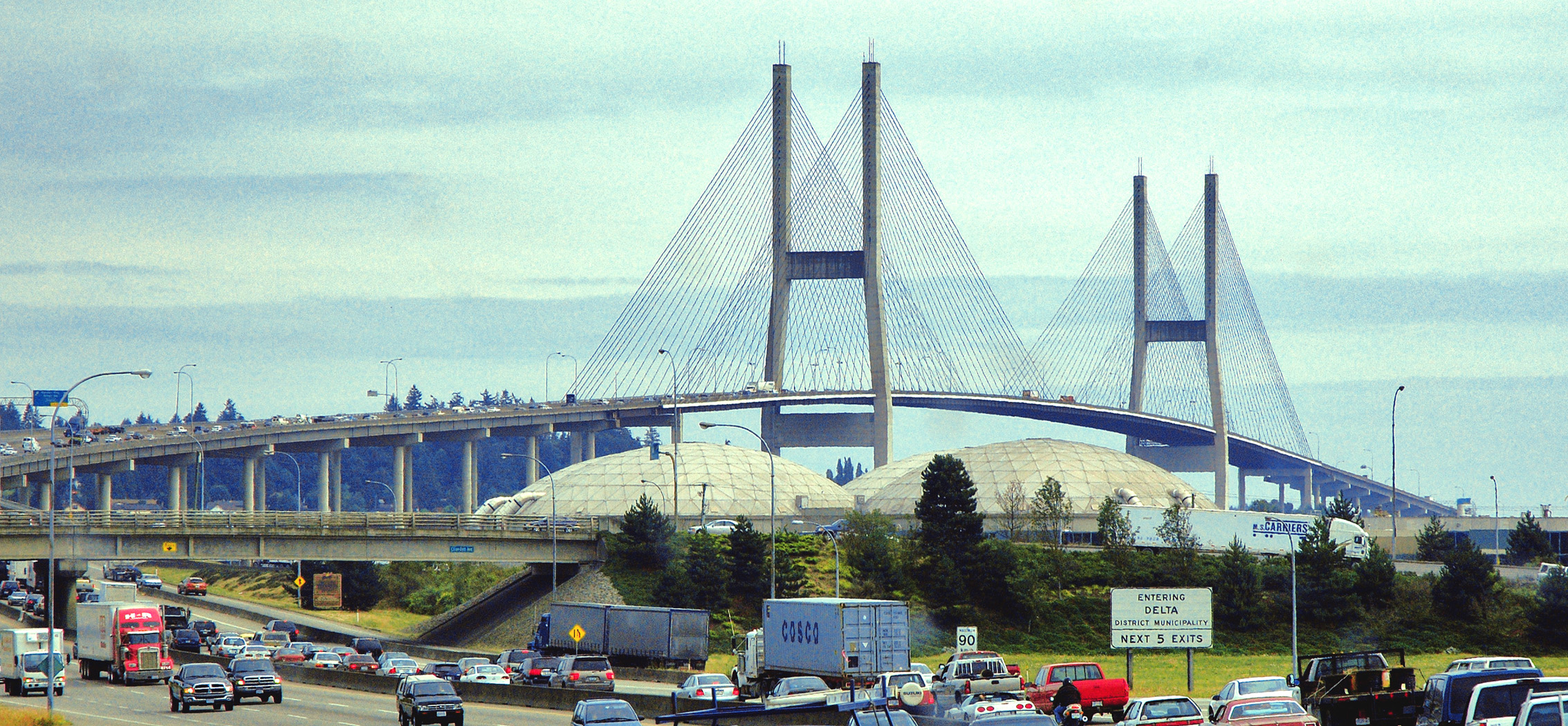
از پل آلکس فریزر پیوند دهنده دلتا به نیو وستمینستر و ریچموند.

دلتا در جنوب ریچموند واقع شده است و هم‌مرز با رودخانه فریزر از شمال و ایالات متحده (نقطه مرزی رابرتز، واشنگتن) از سمت جنوب و شهر سوری از شرق است.
دلتا متشکل از سه بخش متمایز است: لدنر، تساوواسن و نورث دلتا.

## جمعیت
در سال ۲۰۰۵ جمعیت دلتا ۱۰۲٬۶۵۵ نفر بود که حدود ۲۳ درصد از آن‌ها اقلیت‌های قومی هستند.

## نگارخانه

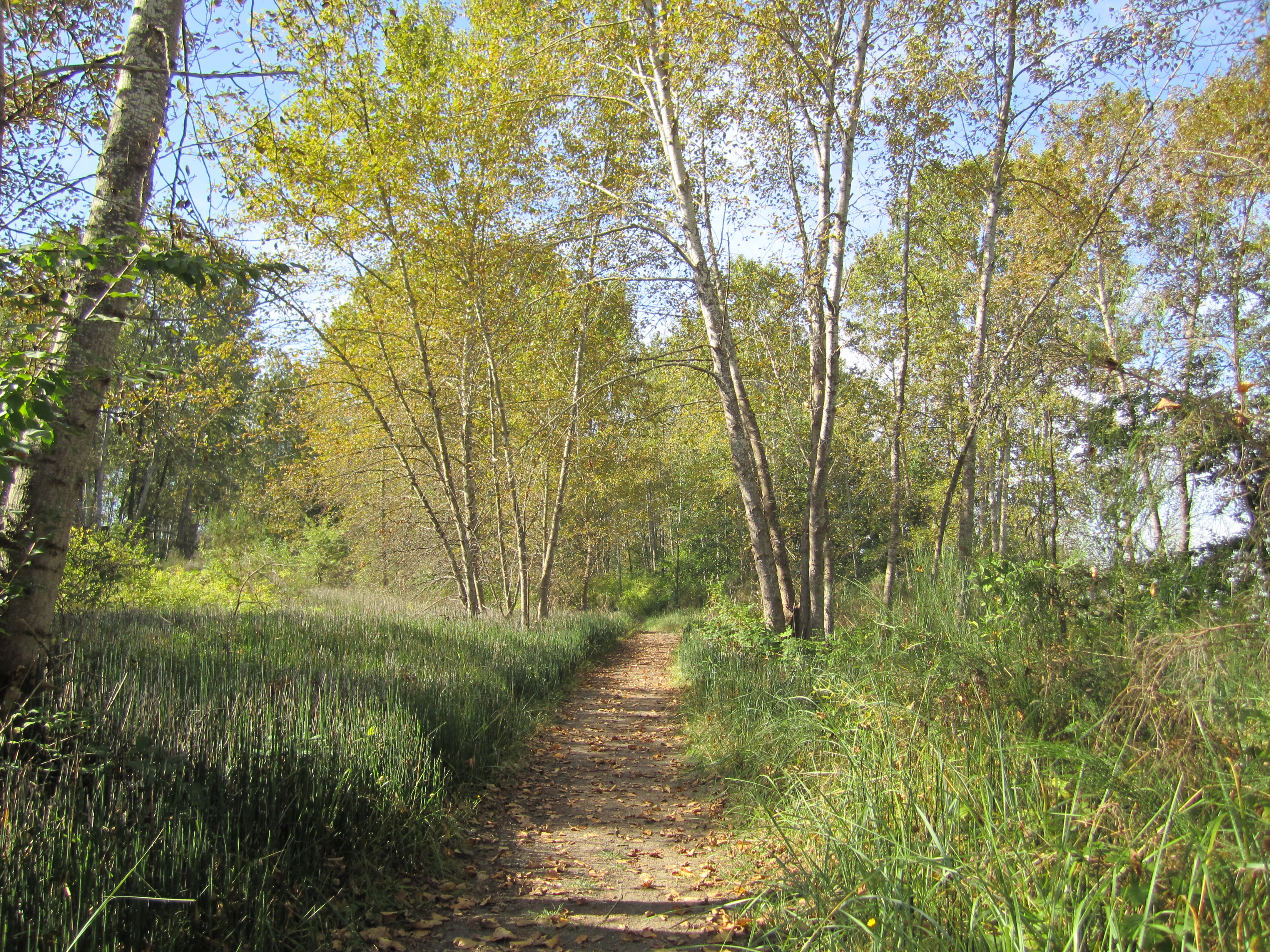
یک مسیر پیاده‌روی در جزیره دیاس در اواخر سپتامبر
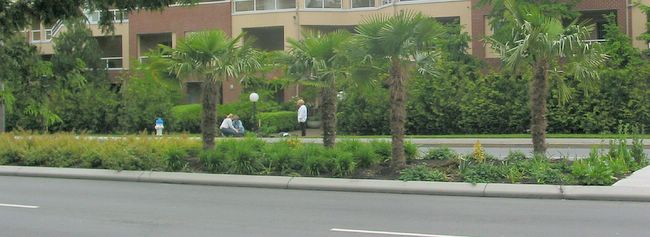
درختان نخل خط در خیابانی تساوواسن